# Стрелков, Юрий Александрович
Юрий Александрович Стрелков (10 октября 1929, Ленинград — 25 января 2016, Санкт-Петербург) — советский и российский учёный-паразитолог, доктор биологических наук, профессор.
Автор более 100 научных трудов, включая монографии, учебники и методических пособий.

## Биография
Родился 10 октября 1929 года в Ленинграде в семье биологов: его отец — Александр Александрович Стрелков был учёным-зоологом, мать — Ольга Степановна Пигина (1903—1995) работала педагогом-ботаником.
В годы Великой Отечественной войны вся семья находилась в эвакуации, вернувшись в 1944 году в Ленинград, где Юрий со своим братом Андреем окончили школу № 222 (Петришуле).
В 1947 году поступил учиться на биолого-почвенный факультет Ленинградского государственного университета. После первого курса обучения проходил практику на Баренцевом море в Мурманском морском биологическом институте, находившемся в Дальнезеленецкой бухте. По окончании университета, получив специальность «Биологзоолог», Юрий Стрелков поступил в аспирантуру Зоологического института Академии наук СССР (ЗИН АН СССР) и в 1956 году защитил кандидатскую диссертацию на тему «Эндопаразитические черви морских рыб Восточной Камчатки». После этого был принят в Лабораторию болезней рыб Всесоюзного научно-исследовательского института рыбного хозяйства (ныне Всероссийский научно-исследовательский институт рыбного хозяйства и океанографии), где проработал всю свою жизнь. С 1963 по 1993 год он был бессменным руководителем института. В 1986 году он защитил докторскую диссертацию на тему «Биологические основы регуляции численности паразитов рыб малых озёр Северо-Запада СССР». В 1989 году ему было присвоено звание профессора.
Юрий Александрович Стрелков являлся участником международных и отечественных съездов, конференций, семинаров и других научных мероприятий; был членом Европейской Ассоциации ихтиопатологов, секции болезней рыб при Ихтиологической комиссии, Ученых Советов ГосНИОРХ и Зоологического института РАН.
Умер в Санкт-Петербурге 25 января 2016 года, похоронен на Богословском кладбище города.

## Заслуги
- Был награждён серебряной медалью ВДНХ (1978, за достигнутые успехи в развитии народного хозяйства СССР, за разработку мер борьбы с филометроидозом карпа в прудовых хозяйствах).
- В 1978 году получил получил нагрудный значок «Отличник социалистического соревнования рыбной промышленности СССР».
- В декабре 1989 года удостоен знака «Ударник двенадцатой пятилетки».
- В 1999 году награждён знаком «Почетный работник рыбного хозяйства России» (за многолетний добросовестный труд, заслуги в развитии и совершенствовании рыбной отрасли России).